# Paseo de la República (Buenos Aires)
El Paseo de la República es un parque ubicado en la Quinta presidencial de Olivos, en el partido de Vicente López, provincia de Buenos Aires.